# Giro d'Italia 1979
62. ročník cyklistického závodu Giro d'Italia se konal od 17. května do 6. června 1979. Vítězem se stal Ital Giuseppe Saronni z týmu Scic–Bottecchia. Na druhém a třetím místě se umístili Francesco Moser a Bernt Johannson. 
Společně s celkovým pořadím vyhrál Saronni také bodovací soutěž, Claudio Bortolotto vyhrál vrchařskou soutěž a Silvano Contini se stal vítězem soutěže jezdců do 24 let.

## Týmy
Závodu se zúčastnilo 13 ze 14 pozvaných týmů. Tým Kas se nezúčastnil, protože byl Španělskou federací donucen se zúčastnit Vuelty a España, jejíž termín se křížil s termínem Gira. Každý tým nastoupil po 10 jezdcích, tímpádem se na start postavilo celkem 130 jezdců, z nichž se do cíle dostalo 111 jezdců.
Týmy, které se zúčastnily závodu, byly:
- Bianchi–Faema
- CBM Fast–Gaggia
- G.B.C.–Galli–Castelli
- Gis Gelati
- Magniflex–Famcucine
- Mecap–Hoonved
- Mobilificio San Giacomo
- Peugeot–Esso–Michelin
- Sanson Gelati–Luxor TV
- Sapa Assicurazioni
- Scic–Bottecchia
- Willora–Piz Buin–Bonanza
- Zonca–Santini

## Trasa a etapy
Trasa byla odhalena 22. března 1979. Trasa dlouhá 3301 km zahrnovala 5 individuálních časovek a 9 etap se stoupáními, na kterých se udělovaly body do vrchařské soutěže. Organizátoři se rozhodli zahrnout 1 den volna. Oproti minulému ročníku byla trasa o 309 km kratší a zahrnovala o jednu časovku více.
| Etapa | Datum      | Trasa                             | Vzdálenost          | Typ                 | Typ                  | Vítěz                     |                     |
| ----- | ---------- | --------------------------------- | ------------------- | ------------------- | -------------------- | ------------------------- | ------------------- |
| P     | 17. května | Florencie - Florencie             | 8 km (5 mi)         |                     | Individuální časovka | Francesco Moser (ITA)     |                     |
| 1     | 18. května | Florence - Perugia                | 156 km (97 mi)      |                     | Rovinatá etapa       | Mario Beccia (ITA)        |                     |
| 2     | 19. května | Perugia - Castel Gandolfo         | 204 km (127 mi)     |                     | Rovinatá etapa       | Roger De Vlaeminck (BEL)  |                     |
| 3     | 20. května | Caserta - Neapol                  | 31 km (19 mi)       |                     | Individuální časovka | Francesco Moser (ITA)     |                     |
| 4     | 21. května | Caserta - Potenza                 | 210 km (130 mi)     |                     | Horská etapa         | Claudio Bortolotto (ITA)  |                     |
| 5     | 22. května | Potenza - Vieste                  | 223 km (139 mi)     |                     | Horská etapa         | Giuseppe Saronni (ITA)    |                     |
| 6     | 23. května | Vieste - Chieti                   | 260 km (162 mi)     |                     | Rovinatá etapa       | Bruno Wolfer (SUI)        |                     |
| 7     | 24. května | Chieti - Pesaro                   | 252 km (157 mi)     |                     | Rovinatá etapa       | Alan Van Heerden (RSA)    |                     |
| 8     | 25. května | Rimini - San Marino (San Marino)  | 28 km (17 mi)       |                     | Individuální časovka | Giuseppe Saronni (ITA)    |                     |
| 9     | 26. května | San Marino (San Marino) - Pistoia | 248 km (154 mi)     |                     | Horská etapa         | Roger De Vlaeminck (BEL)  |                     |
| 10    | 27. května | Lerici - Portovenere              | 25 km (16 mi)       |                     | Individuální časovka | Knut Knudsen (NOR)        |                     |
| 11    | 28. května | La Spezia - Voghera               | 212 km (132 mi)     |                     | Horská etapa         | Bernt Johansson (SWE)     |                     |
| 12    | 29. května | Alessandria - Saint-Vincent       | 204 km (127 mi)     |                     | Rovinatá etapa       | Roger De Vlaeminck (BEL)  |                     |
| 13    | 30. května | Aosta - Meda                      | 229 km (142 mi)     |                     | Horská etapa         | Dino Porrini (ITA)        |                     |
| 14    | 31. května | Meda - Bosco Chiesanuova          | 212 km (132 mi)     |                     | Horská etapa         | Bernt Johansson (SWE)     |                     |
| 15    | 1. června  | Verona - Treviso                  | 121 km (75 mi)      |                     | Rovinatá etapa       | Giuseppe Martinelli (ITA) |                     |
| 16    | 2. června  | Treviso - Pieve di Cadore         | 195 km (121 mi)     |                     | Horská etapa         | Roberto Ceruti (ITA)      |                     |
|       | 3. června  | Den odpočinku                     | Den odpočinku       | Den odpočinku       | Den odpočinku        | Den odpočinku             | Den odpočinku       |
| 17    | 4. června  | Pieve di Cadore - Trento          | 194 km (121 mi)     |                     | Horská etapa         | Francesco Moser (ITA)     |                     |
| 18    | 5. června  | Trento - Barzio                   | 245 km (152 mi)     |                     | Horská etapa         | Amilcare Sgalbazzi (ITA)  |                     |
| 19    | 6. června  | Cesano Maderno - Milan            | 44 km (27 mi)       |                     | Individuální časovka | Giuseppe Saronni (ITA)    |                     |
|       | Celkem     | Celkem                            | 3 301 km (2 051 mi) | 3 301 km (2 051 mi) | 3 301 km (2 051 mi)  | 3 301 km (2 051 mi)       | 3 301 km (2 051 mi) |

## Průběžné pořadí
| Etapa          | Vítěz               | Celkové pořadí · | Bodovací soutěž · | Vrchařská soutěž · | Soutěž mladých jezdců | Soutěž týmů            |
| -------------- | ------------------- | ---------------- | ----------------- | ------------------ | --------------------- | ---------------------- |
| P              | Francesco Moser     | Francesco Moser  | Francesco Moser   | neuděleno          | ?                     | Bianchi-Faema          |
| 1              | Mario Beccia        | Francesco Moser  | Knut Knudsen      | neuděleno          | ?                     | Bianchi-Faema          |
| 2              | Roger De Vlaeminck  | Francesco Moser  | Francesco Moser   | neuděleno          | ?                     | Bianchi-Faema          |
| 3              | Francesco Moser     | Francesco Moser  | Francesco Moser   | neuděleno          | ?                     | Bianchi-Faema          |
| 4              | Claudio Bortolotto  | Francesco Moser  | Francesco Moser   | Mario Beccia       | ?                     | Sanson Gelati-Luxor TV |
| 5              | Giuseppe Saronni    | Francesco Moser  | Francesco Moser   | Mario Beccia       | ?                     | Sanson Gelati-Luxor TV |
| 6              | Bruno Wolfer        | Francesco Moser  | Giuseppe Saronni  | Mario Beccia       | ?                     | Bianchi-Faema          |
| 7              | Alan Van Heerden    | Francesco Moser  | Giuseppe Saronni  | Mario Beccia       | ?                     | Bianchi-Faema          |
| 8              | Giuseppe Saronni    | Giuseppe Saronni | Giuseppe Saronni  | Mario Beccia       | ?                     | Bianchi-Faema          |
| 9              | Roger De Vlaeminck  | Giuseppe Saronni | Giuseppe Saronni  | Claudio Bortolotto | ?                     | Bianchi-Faema          |
| 10             | Knut Knudsen        | Giuseppe Saronni | Giuseppe Saronni  | Claudio Bortolotto | ?                     | Bianchi-Faema          |
| 11             | Bernt Johansson     | Giuseppe Saronni | Giuseppe Saronni  | Roger De Vlaeminck | ?                     | Bianchi-Faema          |
| 12             | Roger De Vlaeminck  | Giuseppe Saronni | Giuseppe Saronni  | Roger De Vlaeminck | ?                     | Bianchi-Faema          |
| 13             | Dino Porrini        | Giuseppe Saronni | Giuseppe Saronni  | Claudio Bortolotto | ?                     | Bianchi-Faema          |
| 14             | Bernt Johansson     | Giuseppe Saronni | Giuseppe Saronni  | Bernt Johansson    | ?                     | Bianchi-Faema          |
| 15             | Giuseppe Martinelli | Giuseppe Saronni | Francesco Moser   | Bernt Johansson    | ?                     | Bianchi-Faema          |
| 16             | Roberto Ceruti      | Giuseppe Saronni | Giuseppe Saronni  | Bernt Johansson    | ?                     | Bianchi-Faema          |
| 17             | Francesco Moser     | Giuseppe Saronni | Francesco Moser   | Claudio Bortolotto | ?                     | Sanson Gelati-Luxor TV |
| 18             | Amilcare Sgalbazzi  | Giuseppe Saronni | Francesco Moser   | Claudio Bortolotto | Silvano Contini       | Sanson Gelati-Luxor TV |
| 19             | Giuseppe Saronni    | Giuseppe Saronni | Giuseppe Saronni  | Claudio Bortolotto | Silvano Contini       | Sanson Gelati-Luxor TV |
| Konečné pořadí | Konečné pořadí      | Giuseppe Saronni | Giuseppe Saronni  | Claudio Bortolotto | Silvano Contini       | Sanson Gelati-Luxor TV |

## Konečné pořadí
| Legenda       | Legenda                           | Legenda                           | Legenda                            |
| ------------- | --------------------------------- | --------------------------------- | ---------------------------------- |
| Pink jersey   | Označuje vítěze celkového pořadí. | Green jersey                      | Označuje vítěze vrchařské soutěže. |
| Purple jersey | Označuje vítěze bodovací soutěže. | Označuje vítěze bodovací soutěže. | Označuje vítěze bodovací soutěže.  |

### Celkové pořadí
| Pořadí | Jezdec                  | Tým                      | Čas         |
| ------ | ----------------------- | ------------------------ | ----------- |
| 1      | Giuseppe Saronni (ITA)  | Scic-Bottecchia          | 89h 29' 18" |
| 2      | Francesco Moser (ITA)   | Sanson Gelati-Luxor TV   | + 2' 09"    |
| 3      | Bernt Johansson (SWE)   | Magniflex-Famcucine      | + 3' 13"    |
| 4      | Michel Laurent (FRA)    | Peugeot-Esso-Michelin    | + 5' 31"    |
| 5      | Silvano Contini (ITA)   | Bianchi-Faema            | + 7' 33"    |
| 6      | Mario Beccia (ITA)      | Mecap-Hoonved            | + 7' 50"    |
| 7      | Fausto Bertoglio (ITA)  | Mobilificio San Giacomo  | + 11' 27"   |
| 8      | Josef Fuchs (SUI)       | Scic-Bottecchia          | + 13' 07"   |
| 9      | Gottfried Schmutz (SUI) | Willora-Piz Buin-Bonanza | + 14' 16"   |
| 10     | Roberto Visentini (ITA) | CBM Fast-Gaggia          | + 16' 11"   |

### Bodovací soutěž
|   | Jezdec                 | Tým                    | Body |
| - | ---------------------- | ---------------------- | ---- |
| 1 | Giuseppe Saronni (ITA) | Scic-Bottecchia        | 275  |
| 2 | Francesco Moser (ITA)  | Sanson Gelati-Luxor TV | 274  |
| 3 | Bernt Johansson (SWE)  | Magniflex-Famcucine    | 260  |
| 4 | Mario Beccia (ITA)     | Mecap-Hoonved          | 130  |
| 5 | Michel Laurent (FRA)   | Peugeot-Esso-Michelin  | 118  |

### Vrchařská soutěž
|    | Jezdec                   | Tým                      | Body |
| -- | ------------------------ | ------------------------ | ---- |
| 1  | Claudio Bortolotto (ITA) | Sanson Gelati-Luxor TV   | 495  |
| 2  | Beat Breu (SUI)          | Willora-Piz Buin-Bonanza | 330  |
| 3  | Bernt Johansson (SWE)    | Magniflex-Famcucine      | 300  |
| 4  | Mario Beccia (ITA)       | Mecap-Hoonved            | 215  |
| 5  | Mario Ceruti (ITA)       | Magniflex-Famcucine      | 170  |
| 5  | Amilcare Sgalbazzi (ITA) | Magniflex-Famcucine      | 170  |
| 5  | Bruno Vicino (ITA)       | G.B.C.-Galli-Castelli    | 170  |
| 8  | Leonardo Natale (ITA)    | Sapa Assicurazioni       | 150  |
| 8  | Giuseppe Saronni (ITA)   | Scic-Bottecchia          | 150  |
| 10 | Francesco Moser (ITA)    | Sanson Gelati-Luxor TV   | 130  |

### Soutěž mladých jezdců
|   | Jezdec                  | Tým                | Čas         |
| - | ----------------------- | ------------------ | ----------- |
| 1 | Silvano Contini (ITA)   | Bianchi-Faema      | 89h 36' 51" |
| 2 | Roberto Visentini (ITA) | CBM Fast-Gaggia    | + 8' 38"    |
| 3 | Marino Amadori (ITA)    | Sapa Assicurazioni | + 11' 24"   |

### Soutěž Traguardi Fiat Ritmo
|   | Jezdec                 | Tým                     | Body |
| - | ---------------------- | ----------------------- | ---- |
| 1 | Angelo Tosoni (ITA)    | CBM Fast-Gaggia         | 46   |
| 2 | Cesare Cipollini (ITA) | Mobilificio San Giacomo | 24   |
| 2 | Walter Dusi (ITA)      | Sapa Assicurazioni      | 24   |
| 2 | Alessio Antonini (ITA) | Mobilificio San Giacomo | 24   |

### Soutěž Campionato delle Regioni
|   | Jezdec                    | Tým                     | Body |
| - | ------------------------- | ----------------------- | ---- |
| 1 | Paolo Rosola (ITA)        | Sapa Assicurazioni      | 46   |
| 2 | Giuseppe Martinelli (ITA) | Mobilificio San Giacomo | 44   |
| 3 | Bruno Wolfer (SUI)        | Zonca-Santini           | 30   |

### Soutěž týmů
|   | Tým                    | Čas       |
| - | ---------------------- | --------- |
| 1 | Sanson Gelati-Luxor TV | ?         |
| 2 | Scic-Bottecchia        | + 6' 48"  |
| 3 | Magniflex-Famcucine    | + 10' 42" |